# Romà Bancells i Chavales
Romà Bancells i Chavales (Maçanet de la Selva, 28 d'octubre de 1985) és un jugador d'hoquei sobre patins català, que actualment juga de defensa al CH Palafrugell.
Nascut a Maçanet de la Selva, es formà a l'hoquei base del club del seu poble, el Secció Hoquei Unió Maçanetenca (SHUM), fins que l'any 2003 feu el salt al primer equip. Tres anys després, l'estiu de 2006, fitxà pel Club Patí Vic, contracte que renovà el 2012. Amb el club osonenc va obtenir èxits destacables, com ara dues Copes o dues Supercopes espanyoles. A la capital del Baix Camp, ha obtingut la Lliga catalana d'hoquei patins en el seu debut com a roig-i-negre. A vegades ha estat convocat a la selecció catalana, combinat nacional amb el qui va obtenir l'any 2010, tant la Copa Amèrica com la Golden Cup. Paral·lelament, també ha estat convocat a la selecció espanyola obtenint com a resultats més destacats, un Campionat del Món "A" (2009) i dos Campionats d'Europa (2010 i 2012). Ja en el següent Campionat del Món "A", disputat l'any 2011 a San Juan de la Frontera (Argentina), no fou convocat pel seleccionador Carlos Feriche.

## Palmarès[2]

### CP Vic
- 2 Supercopes espanyoles (2008/09, 2009/10)
- 2 Copes del Rei / Copes espanyoles (2009, 2010)
- Subcampió Copa d'Europa (2008/09, 2009/10)

### Reus Deportiu
- 1 Lliga catalana (2017)

### Selecció catalana
- 1 Copa Amèrica (2010)
- 1 Golden Cup (2010)

### Selecció espanyola
- 1 Campionat del Món "A" (2009)
- 2 Campionats d'Europa (2010, 2012)
- 1 Copa de les Nacions (2007)
- 1 Campionat d'Europa júnior (2004)